# Coppa Italia Serie D 2009-2010
La Coppa Italia Serie D 2009-2010 è stata l'undicesima edizione della manifestazione. Vi hanno partecipato tutte le 166 squadre iscritte al campionato di Serie D 2009-2010 che si sono affrontate in partite ad eliminazione diretta. È iniziata il 22 agosto 2009 ed è terminata il 28 aprile 2010 con la vittoria del Matera.

## Regolamento
I primi cinque turni, turno preliminare, primo turno, trentaduesimi, sedicesimi e ottavi di finale, saranno disputati con gare di sola andata. Quarti, semifinali e finale con gare di andata e ritorno.
Nel caso di parità al termine degli incontri, sia di sola andata che andata/ritorno, non verranno disputati i tempi supplementari ma si tireranno direttamente i calci di rigore.

## Turno preliminare
Il turno preliminare prevede la disputa di 45 gare di sola andata riservato alle seguenti squadre:
- 36 neopromosse
- 5 retrocesse dalla 2ª Divisione
- 18 vincenti i play-out 2008/2009
- 18 classificatesi all'11º e 12º posto 2008/2009 (12º e 13º posto per i gironi A e I, 13º e 14º per il girone E)
- 7 società ripescate
- 4 società inserite in soprannumero
- 2 società rinunciatarie della TIM CUP (Domegliara e Tavolara)

| Squadra 1               | Risultato       | Squadra 2            |
| ----------------------- | --------------- | -------------------- |
| 22/23.08.2009           |                 |                      |
| Acqui                   | 2 - 1           | Aquanera Comollo     |
| Rivoli                  | 0 - 0 (3-4 dtr) | Settimo              |
| Valle d'Aosta           | 2 - 1           | Chieri               |
| Sestrese                | 2 - 0           | Borgorosso Arenzano  |
| Borgosesia              | 0 - 1           | Caratese             |
| Caravaggio              | 1 - 1 (5-3 dtr) | Ponte San Pietro     |
| Montichiari             | 5 - 0           | Palazzolo            |
| Olginatese              | 1 - 1 (2-4 dtr) | Cantù San Paolo      |
| Domegliara              | 0 - 0 (5-3 dtr) | Castellana           |
| Pizzighettone           | 1 - 1 (5-3 dtr) | Nuova Verolese       |
| SBC Oltrepò             | 2 - 2 (6-7 dtr) | Vigevano             |
| Rovigo                  | 1 - 3           | Adriese              |
| Montecchio              | 0 - 0 (3-4 dtr) | Villafranca Veronese |
| Porfido Albiano         | 1 - 3           | Città di Jesolo      |
| Montebelluna            | 1 - 1 (3-5 dtr) | Venezia              |
| Città di Concordia      | 0 - 0 (4-3 dtr) | Manzanese            |
| Forcoli                 | 2 - 0           | Rosignano Sei Rose   |
| Fortis Juventus         | 2 - 1           | Borgo a Buggiano     |
| Pisa                    | 1 - 1 (6-5 dtr) | Monteriggioni        |
| Sangimignano            | 1 - 1 (4-5 dtr) | Castel Rigone        |
| Mezzolara               | 3 - 3 (5-6 dtr) | Russi                |
| Virtus Castelfranco     | 0 - 1           | Boca San Lazzaro     |
| Santarcangelo           | 2 - 0           | Riccione             |
| Val di Sangro           | 4 - 3           | Civitanovese         |
| Real Montecchio         | 0 - 1           | Elpidiense Cascinare |
| Group Città di Castello | 1 - 1 (4-2 dtr) | Forsempronese        |
| Pontevecchio            | 1 - 2           | Orvietana            |
| Luco Canistro           | 2 - 3           | L'Aquila             |
| Atletico Morro d'Oro    | 0 - 2           | Centobuchi           |
| Bojano                  | 1 - 0           | Miglianico           |
| Castelsardo             | 1 - 0           | Tavolara             |
| Selargius               | 1 - 2           | Sanluri              |
| Guidonia Montecelio     | 4 - 1           | Astrea               |
| Rondinelle Latina       | 2 - 1           | Latina               |
| Pomezia                 | 0 - 1           | Fondi                |
| Morolo                  | 2 - 2 (5-2 dtr) | Casertana            |
| Bacoli Sibilla Flegrea  | 1 - 1 (6-7 dtr) | Angri                |
| Avellino                | 2 - 2 (5-4 dtr) | Forza e Coraggio     |
| Casarano                | 3 - 0           | Ostuni               |
| Sant'Antonio Abate      | 1 - 0           | Castrovillari        |
| Pisticci                | 1 - 0           | Bitonto              |
| Rossanese               | 3 - 0           | Messina              |
| Sambiase Lamezia        | 2 - 1           | Vigor Lamezia        |
| Trapani                 | 4 - 1           | Mazara               |
| Palazzolo               | 1 - 0           | Milazzo              |

## Primo turno
Il primo turno prevede la disputa di 57 gare di sola andata riservato alle seguenti squadre:
- 45 vincenti il turno preliminare;
- 69 ammesse di diritto, tranne le 5 società partecipanti alla TIM CUP 2009/2010 in organico alla Serie D, la vincente e la semifinalista della Coppa Italia Serie D 2008/2009.

| Squadra 1            | Risultato       | Squadra 2                |
| -------------------- | --------------- | ------------------------ |
| 29/30.08.2009        |                 |                          |
| Este                 | 1 - 1 (5-3 dtr) | Adriese                  |
| Villafranca Veronese | 1 - 3           | Virtus Verona            |
| Domegliara           | 2 - 2 (2-5 dtr) | Città di Jesolo          |
| Belluno              | 1 - 2           | Venezia                  |
| Città di Concordia   | 2 - 1           | Tamai                    |
| Pordenone            | 2 - 0           | Sanvitese                |
| Union Quinto         | 2 - 2 (8-7 dtr) | Albignasego              |
| Albese               | 0 - 2           | Acqui                    |
| Settimo              | 1 - 1 (5-4 dtr) | Valle d'Aosta            |
| Savona               | 5 - 0           | Sestrese                 |
| Caratese             | 2 - 1           | Sestese                  |
| Cuneo                | 0 - 1           | Derthona                 |
| Casale               | 3 - 0           | Pro Settimo & Eureka     |
| Lavagnese            | 2 - 1           | Virtus Entella           |
| Sarzanese            | 1 - 0           | Forcoli                  |
| Solbiatese           | 2 - 2 (7-6 dtr) | Vigevano                 |
| Caravaggio           | 2 - 2 (5-6 dtr) | Colognese                |
| Darfo Boario         | 0 - 3           | Montichiari              |
| Tritium              | 3 - 1           | Pizzighettone            |
| AlzanoCene           | 1 - 1 (8-9 dtr) | Insubria CaronneseTurate |
| Fiorenzuola          | 1 - 0           | Boca San Lazzaro         |
| Russi                | 1 - 0           | Carpi                    |
| Santarcangelo        | 1 - 0           | Castel San Pietro        |
| Pisa                 | 1 - 2           | Ponsacco                 |
| Pontedera            | 3 - 1           | Cecina                   |
| Athletic Calenzano   | 0 - 1           | Sestese                  |
| Scandicci            | 0 - 1           | Fortis Juventus          |
| Orvietana            | 0 - 3           | Castel Rigone            |
| Gavorrano            | 3 - 0           | Montevarchi              |
| Rieti                | 1 - 0           | Sporting Terni           |
| Deruta               | 3 - 4           | Group Città di Castello  |
| Elpidiense Cascinare | 0 - 2           | Recanatese               |
| Val di Sangro        | 0 - 1           | Santegidiese             |
| Chieti               | 1 - 0           | Casoli                   |
| L'Aquila             | 4 - 0           | Centobuchi               |
| Olympia Agnonese     | 0 - 2           | Bojano                   |
| Campobasso           | 1 - 0           | Atletico Trivento        |
| Cynthia              | 1 - 1 (6-4 dtr) | Monterotondo             |
| Rondinelle Latina    | 2 - 1           | Fondi                    |
| Boville Ernica       | 4 - 1           | Morolo                   |
| Flaminia C.C.        | 3 - 0           | Guidonia Montecelio      |
| Neapolis             | 1 - 0           | Ischia                   |
| Viribus Unitis       | 1 - 3           | Angri                    |
| Gaeta                | 2 - 2 (4-6 dtr) | Pomigliano               |
| Pianura              | 2 - 1           | Turris                   |
| Matera               | 2 - 0           | Sant'Antonio Abate       |
| Pisticci             | 1 - 1 (6-5 dtr) | FC Francavilla           |
| Arzachena            | 1 - 2           | Castelsardo              |
| Budoni               | 1 - 0           | Sanluri                  |
| Rosarno              | 0 - 0 (4-3 dtr) | Sambiase Lamezia         |
| Rossanese            | 1 - 0           | HinterReggio             |
| Modica               | 3 - 2           | Palazzolo                |
| Trapani              | 0 - 1           | Nissa                    |
| Adrano               | 0 - 2           | Acicatena                |
| Cantù San Paolo      | 2 - 2 (5-6 dtr) | Voghera                  |
| Casarano             | 3 - 0           | Fasano                   |
| Francavilla          | 3 - 2           | Avellino                 |

## Trentaduesimi di finale
I trentaduesimi di finale prevede la disputa di 32 gare di sola andata riservato alle seguenti squadre:
- 57 vincenti il primo turno;
- 5 partecipanti alla TIM CUP (Castellarano, Chioggia, Renate, Sansepolcro, Viterbese);
- 1 vincente la Coppa Italia Serie D 2008/2009 (Sapri);
- 1 semifinalista Coppa Italia Serie D 2008/2009 (Renato Curi Angolana).

| Squadra 1       | Risultato       | Squadra 2                |
| --------------- | --------------- | ------------------------ |
| 23.09.2009      |                 |                          |
| Pordenone       | 1 - 0           | Città di Concordia       |
| Union Quinto    | 3 - 1           | Este                     |
| Venezia         | 0 - 3           | Chioggia Sottomarina     |
| Città di Jesolo | 5 - 0           | Virtus Verona            |
| Castelsardo     | 1 - 0           | Budoni                   |
| Tritium         | 0 - 2           | Insubria CaronneseTurate |
| Renate          | 3 - 0           | Colognese                |
| Solbiatese      | 1 - 2           | Caratese                 |
| Voghera         | 1 - 0           | Derthona                 |
| Casale          | 2 - 2 (5-7 dtr) | Settimo                  |
| Acqui           | 0 - 1           | Savona                   |
| Lavagnese       | 8 - 0           | Sarzanese                |
| Fiorenzuola     | 0 - 0 (4-3 dtr) | Montichiari              |
| Castellarano    | 0 - 3           | Russi                    |
| Pontedera       | 0 - 1           | Ponsacco                 |
| Fortis Juventus | 0 - 0 (2-4 dtr) | Sestese                  |
| Recanatese      | 2 - 2 (7-6 dtr) | Rieti                    |
| Sansepolcro     | 0 - 1           | Santarcangelo            |
| Castel Rigone   | 2 - 0           | Group Città di Castello  |
| Viterbese       | 2 - 1           | Gavorrano                |
| Flaminia C.C.   | 0 - 2           | Cynthia                  |
| Boville Ernica  | 2 - 0           | Rondinelle Latina        |
| Santegidiese    | 0 - 4           | Chieti                   |
| R.C. Angolana   | 1 - 1 (3-5 dtr) | L'Aquila                 |
| Bojano          | 1 - 2           | Campobasso               |
| Angri           | 2 - 4           | Pianura                  |
| Francavilla     | 1 - 1 (3-4 dtr) | Casarano                 |
| Matera          | 3 - 0           | Pisticci                 |
| Pomigliano      | 1 - 2           | Neapolis                 |
| Rossanese       | 0 - 0 (5-6 dtr) | Sapri                    |
| Rosarno         | 1 - 1 (4-2 dtr) | Acicatena                |
| Nissa           | 2 - 2 (5-6 dtr) | Modica                   |

## Sedicesimi di finale
| Squadra 1                | Risultato       | Squadra 2            |
| ------------------------ | --------------- | -------------------- |
| 21.10.2009               |                 |                      |
| Pordenone                | 1 - 1 (7-6 dtr) | Union Quinto         |
| Città di Jesolo          | 1 - 2           | Chioggia Sottomarina |
| Insubria CaronneseTurate | 3 - 0           | Castelsardo          |
| Caratese                 | 2 - 1           | Renate               |
| Settimo                  | 1 - 2           | Voghera              |
| Savona                   | 3 - 3 (7-8 dtr) | Lavagnese            |
| Russi                    | 0 - 1           | Fiorenzuola          |
| Ponsacco                 | 5 - 0           | Sestese              |
| Santarcangelo            | 1 - 0           | Recanatese           |
| Castel Rigone            | 6 - 1           | Viterbese            |
| Cynthia                  | 1 - 2           | Boville Ernica       |
| Chieti                   | 0 - 2           | L'Aquila             |
| Campobasso               | 2 - 2 (6-4 dtr) | Pianura              |
| Casarano                 | 0 - 0 (4-5 dtr) | Matera               |
| Neapolis                 | 3 - 3 (5-7 dtr) | Sapri                |
| Modica                   | 1 - 2           | Rosarno              |

## Ottavi di finale
| Squadra 1                | Risultato | Squadra 2      |
| ------------------------ | --------- | -------------- |
| 11.11.2009               |           |                |
| Chioggia Sottomarina     | 1 - 3     | Pordenone      |
| Insubria CaronneseTurate | 1 - 2     | Caratese       |
| Voghera                  | 1 - 0     | Lavagnese      |
| Fiorenzuola              | 1 - 2     | Ponsacco       |
| Santarcangelo            | 0 - 1     | Castel Rigone  |
| L'Aquila                 | 0 - 2     | Boville Ernica |
| Matera                   | 3 - 0     | Campobasso     |
| Sapri                    | 4 - 1     | Rosarno        |

## Quarti di finale
| Squadra 1                                | Totale          | Squadra 2      | Andata | Ritorno |
| ---------------------------------------- | --------------- | -------------- | ------ | ------- |
| andata (25.11.2009) ritorno (09.12.2009) |                 |                |        |         |
| Pordenone                                | 3 - 3 (3-2 dtr) | Caratese       | 2 - 1  | 1 - 2   |
| Castel Rigone                            | 2 - 2           | Boville Ernica | 2 - 1  | 0 - 1   |
| Voghera                                  | 4 - 4           | Ponsacco       | 1 - 1  | 3 - 3   |
| Sapri                                    | 2 - 3           | Matera         | 1 - 1  | 1 - 2   |

## Semifinali
| Squadra 1                                | Totale | Squadra 2      | Andata | Ritorno |
| ---------------------------------------- | ------ | -------------- | ------ | ------- |
| andata (03.03.2010) ritorno (17.03.2010) |        |                |        |         |
| Pordenone                                | 3 - 5  | Voghera        | 2 - 4  | 1 - 1   |
| Matera                                   | 7 - 2  | Boville Ernica | 2 - 1  | 5 - 1   |

## Finale
| Squadra 1 | Totale | Squadra 2 | Andata     | Ritorno    |
| --------- | ------ | --------- | ---------- | ---------- |
|           |        |           | 14.04.2010 | 28.04.2010 |
| Voghera   | 1 - 3  | Matera    | 1 - 2      | 0 - 1      |

| Arbitro: | Taioli (Cesena) |

| |            | |
| Piazza 62’ | Marcatori  | 12’ Carretta 49’ De Vecchis                                                                                              |
| Carrara Paloschi Bendoricchio Bandirali Di Bartolo Coccu (55' Mazzotti) Todeschini Piazza Cardamone (63' Martin Colombo) Zanigni Alessandro | Formazioni | D’Angelo Manetta (65' Manzo) Bartoli Martinelli Savino Conte Mazzoleni Martone Carretta De Vecchis Logrieco (65' Branda) |
| Chierico | Allenatori | Rizzo |

| Arbitro: | Petroni (Roma) |

| |            | |
| Albano 83’ (rig.) | Marcatori  | |
| D’Angelo Manetta Manzo Martinelli (31' Di Fausto) Savino Conte Leta Martone Carretta (85' Campo) Albano (77' De Vecchis) Logrieco | Formazioni | Mandelli Paloschi Bandirali Bendoricchio (72' Botturi) Di Bartolo Troiano (72' Zanigni) Coccu Mazzotti Piazza Martin Colombo Alessandro |
| Rizzo | Allenatori | Chierico |